# Reinhard Sorge
Reinhard Johannes Sorge ([zɒɹgə] n. Berlín, 29 de enero de 1892; m. en el frente occidental, cerca de Ablaincourt, 20 de julio de 1916) fue un escritor alemán.

## Biografía
Extraordinariamente precoz, escribió todavía niño, bajo la influencia de Ibsen, el drama social El desconocido (Das Unbekannte). Se relacionó personalmente con Ernst Hardt, Richard Dehmel, Alfred Mombert y también con Stefan George. Las ideas místicas despertaron en su interior la conciencia de la misión. Experimentó una conmoción trascendental con la lectura de Nietzsche, en la cual está inspirada la poesía compuesta en 1911 Zaratustra, una impresión [Zarathustra, eine Impression]. Sin embargo, al año siguiente logró superar el vínculo ideológico demasiado íntimo establecido con aquel autor, y, así, manifestóse visiblemente influido por August Strindberg en el drama El mendigo (Der Bettler, impreso en 1912). La obra, cuyos personajes son tipos abstractos ("el poeta", "el padre", "la madre", "la muchacha", etc.), presenta impetuosos monólogos líricos e himnos corales, y mezcla los momentos de éxtasis a las trivialidades cotidianas hasta que el joven poeta se ve libre de todos los vínculos, supera la inercia del corazón y aparece, finalmente, como un nuevo San Francisco; el texto en cuestión valió a su autor el premio Kleist.
Sorge contrajo matrimonio por entonces, realizó un viaje a Italia y en Roma, se convirtió del protestantismo al catolicismo. En adelante sería un exaltado propagandista de la fe católica, difundida en poesías y visiones místicas; mencionemos, en este aspecto, Guntwar, la escuela de un profeta (Guntwar, die Schule eines Propheten, 1914), Metanoeite (1915), los doce cantos Madre de los cielos (Mutter der Himmel) y, finalmente, el drama sacro El rey David (König David, 1916). En 1921 apareció póstumamente la visión Juicio sobre Zaratustra (Gericht über Zarathustra), en la que la figura y el mundo espiritual del personaje tratado por Nietzsche se hunden como obra infernal ante el puro y beatífico poder de Jesucristo y de sus enseñanzas. Aun cuando incompleta, la obra de Sorge influyó notablemente en el desarrollo ulterior del expresionismo.

## Obras del autor

### Producciones de obras de teatro
- Der Bettler, Berlín, Deutsches Teatro, 23 de diciembre de 1917.
- Metanoeite, Múnich, Kammerspiele, 27 de diciembre de 1917.
- König David, Zúrich, Katholische Jugendpflege, 8 de octubre de 1922.

### Libros
- Der Bettler: Eine dramatische Sendung, fünf Aufzüge (Berlín: Fischer, 1912).
- Guntwar: Die Schule eines Propheten. Handlung in fünf Aufzügen, einem Vorspiel und einem Nachspiel (Kempten & Munich: Kösel, 1914).
- Metanoeite: Drei Mysterien (Kempten: Kösel, 1915).
- König David: Schauspiel (Berlín: Fischer, 1916).
- Mutter der Himmel: Ein Sang in zwölf Gesängen (Kempten: Kösel, 1917).
- Gericht über Zarathustra: Vision (Múnich: Kösel & Pustet, 1921).
- Mystische Zwiesprache (Múnich: Kösel & Pustet, 1922).
- Preis der Unbefleckten: Sang über die Begebnisse zu Lourdes (Leipzig: Vier Quellen Verlag, 1924).
- Der Sieg des Christos: Eine Vision, dargestellt in dramatischen Bildern (Leipzig: Vier Quellen Verlag, 1924).
- Werke: Auszug, editdo por Martin Rockenbach (Munich-Gladbach: Führer Verlag, 1924).
- Der Jüngling: Die frühen Dichtungen (Múnich: Kösel & Pustet, 1925).
- Nachgelassene Gedichte, editdo por Rockenbach (Leipzig: Vier Quellen Verlag, 1925).
- Bekenntnisse und Lobpreisungen, editado por Otto Karrer (Múnich: Ars Sacra, 1960).
- Sämtliche Werke, 3 volúmenes, editado por Hans Gerd Rötzer (Núremberg: Glock & Lutz, 1962-1967).

### Papeles
Los papeles de Reinhard Johannes Sorge están en el Deutsches Literaturarchiv (Archivo alemán de literatura), Marbach am Neckar.